# Seulawah Nad Air
Seulawah Nad Air était une compagnie aérienne basée dans le centre de Jakarta, en Indonésie. Elle exploitait des services nationaux et internationaux.
Le ministère des Transports a retardé la révocation de la licence de 11 compagnies aériennes insipides, dont Seulawah NAD Air, en février 2007 pour donner aux opérateurs la possibilité de se restructurer. La compagnie aérienne a de nouveau demandé des licences.

## Sources
- (en) Cet article est partiellement ou en totalité issu de l’article de Wikipédia en anglais intitulé « Seulawah Nad Air » (voir la liste des auteurs).